# Wagga Wagga
Pour les articles homonymes, voir Waga (homonymie).
Wagga Wagga (prononcer Wogga Wogga, couramment nommée Wagga) est une ville australienne située dans la zone d'administration locale du même nom, dont elle est le siège, en Nouvelle-Galles du Sud.

## Géographie
Wagga Wagga est située à l'extrémité est de la Riverina là où les pentes de la cordillère australienne se raccordent à la plaine. La ville est construite sur les rives du Murrumbidgee, un des principaux cours d'eau de la région et le centre-ville lui-même, situé sur la rive sud, est protégé de possibles inondations par une digue.
La ville est située à mi-distance entre les deux principales villes australiennes, à 450 kilomètres au sud-ouest de Sydney et au nord-est de Melbourne, traversée par la ligne de chemin de fer qui relie les deux villes. La ville est aussi traversée par la Sturt Highway, tronçon de la National Highway australienne, venant d'Adélaïde et qui va rejoindre, 45 km plus à l'est, la Hume Highway qui relie Melbourne à Sydney. Cet emplacement fait de la ville un important centre de dépôt pour des sociétés de transport routier comme la Toll Holdings. Wagga Wagga est le principal centre urbain de la Riverina et des South West Slopes, servant notamment de centre scolaire, de santé, pour une zone allant de Griffith à l'ouest, Cootamundra au nord et Tumut à l'est.

## Climat

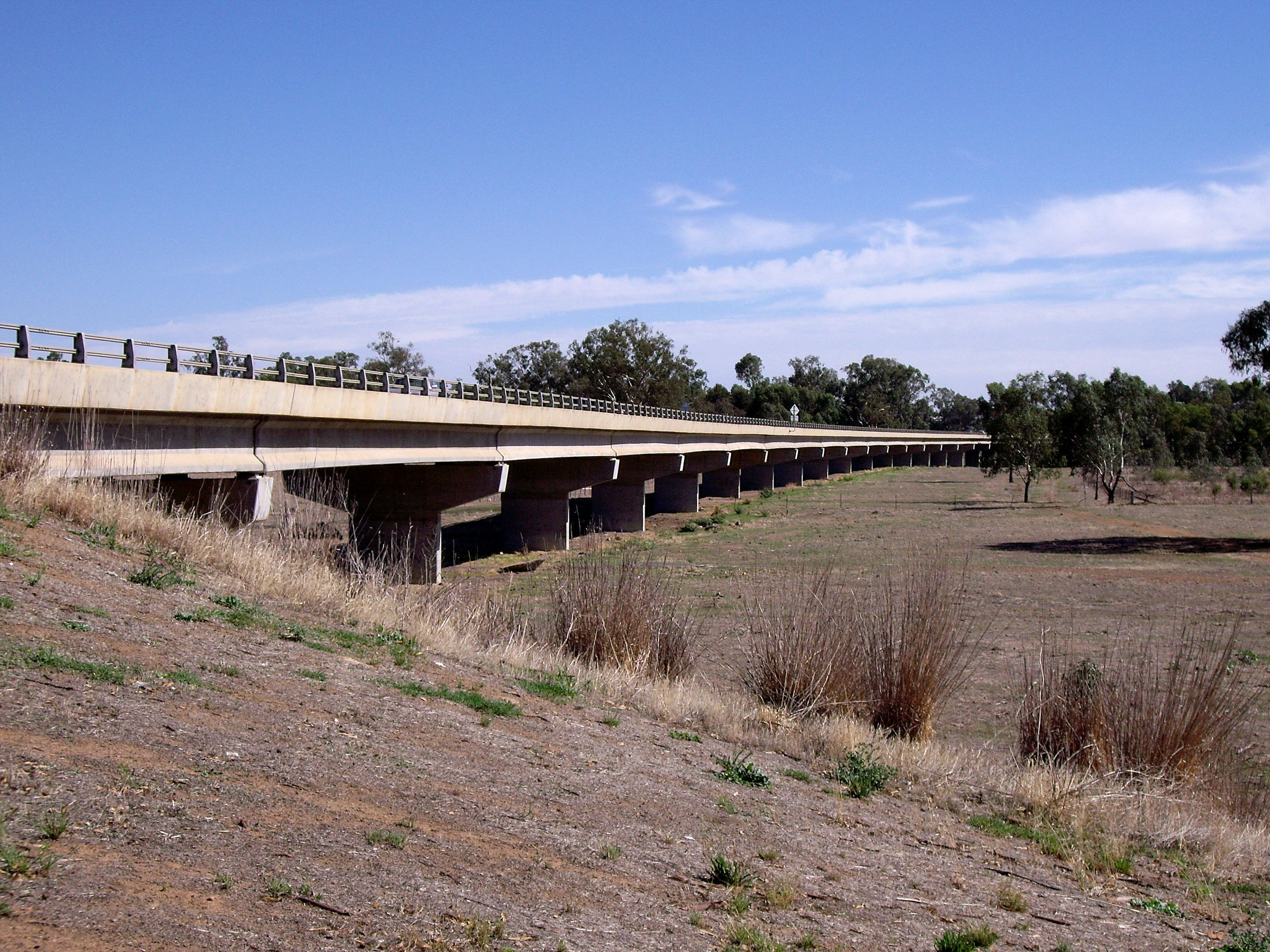
Le pont de Wagga Gobba sur le Murrumbidgee.

Wagga Wagga a un climat subtropical humide (Köppen: Cfa) avec des étés chauds et des hivers frais. La pluviométrie est modérée basse: 573,4 mm par an, avec 104.3 jours pluivieux sans une saison sèche. La ville a 124.3 jours clairs et 122.8 jours nuageux annuellement. La température la plus élevée enregistrée est de 46,1 ºC le 4 janvier 2020, tandis que la température la plus basse est de −6,3 ºC le 21 juillet 1982.

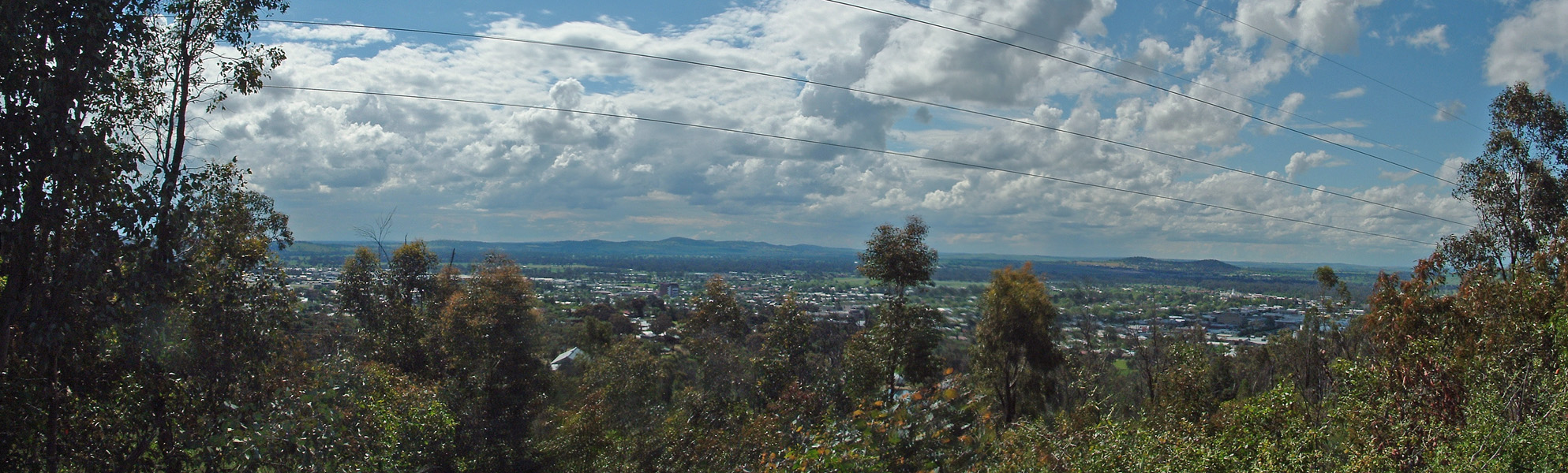
Wagga Wagga vu de Willans Hill

| Mois                                | jan.  | fév.  | mars  | avril | mai   | juin | jui.  | août  | sep. | oct.  | nov. | déc.  | année   |
| ----------------------------------- | ----- | ----- | ----- | ----- | ----- | ---- | ----- | ----- | ---- | ----- | ---- | ----- | ------- |
| Température minimale moyenne (°C)   | 16,5  | 16,4  | 13,5  | 9,2   | 5,9   | 3,7  | 2,8   | 3,5   | 5,1  | 7,9   | 11   | 14    | 9,1     |
| Température maximale moyenne (°C)   | 31,9  | 31    | 27,8  | 22,6  | 17,4  | 13,9 | 12,8  | 14,6  | 17,8 | 21,7  | 25,9 | 29,5  | 22,2    |
| Record de froid (°C)                | 3,4   | 2,3   | 2,6   | −2,1  | −4,4  | −5,2 | −6,3  | −5,4  | −3,8 | −2,2  | −0,2 | 3,4   | −6,3    |
| Record de chaleur (°C)              | 46,1  | 45,2  | 39,9  | 35,8  | 28,7  | 23,2 | 23,2  | 26,8  | 32,9 | 36,3  | 42,8 | 43,2  | 46,1    |
| Ensoleillement (h)                  | 334,8 | 285,3 | 288,3 | 246   | 195,3 | 138  | 148,8 | 198,4 | 228  | 285,2 | 291  | 322,4 | 2 961,5 |
| Précipitations (mm)                 | 42,2  | 39,4  | 46,5  | 40,3  | 50,3  | 50,3 | 53,1  | 50,5  | 48,6 | 56,5  | 49,4 | 46,2  | 573,4   |
| Nombre de jours avec précipitations | 5,7   | 5,3   | 5,7   | 6,7   | 9,1   | 11,4 | 13,7  | 12,9  | 10,4 | 9,3   | 7,7  | 6,4   | 104,3   |
| Humidité relative (%)               | 29    | 33    | 35    | 43    | 56    | 64   | 65    | 59    | 54   | 46    | 36   | 30    | 46      |

## Toponymie
Le nom de la ville de Wagga Wagga provient du mot Wiradjuri pour « corneille » ou « corbeau », dont la répétition du mot indique un pluriel. Ainsi, la traduction littérale du nom de la ville serait : « endroit peuplé de nombreuses corneilles / corbeaux ».

## Histoire
Les premiers habitants de la région furent les aborigènes Wiradjuri. En 1829, Charles Sturt fut le premier explorateur à visiter la région et il fut suivi peu après par les premiers colons ce qui provoqua des conflits avec les aborigènes. Le lieu, situé sur un gué du Murrumbidgee, attira rapidement des colons et prit de l'importance.
Le borough de Wagga Wagga est créé le 15 mars 1870 et reçoit le statut de ville le 17 avril 1946.
Durant les négociations qui aboutirent à la formation du Commonwealth australien, Wagga Wagga fut envisagée comme possible capitale fédérale.
Pendant la Seconde Guerre mondiale, la ville était le lieu d'implantation de bases militaires. Elle abrite encore un centre de formation à Kapooka et une base des forces aériennes à Forest Hill et Uranquinty.

## Démographie
| 2001   | 2006   | 2011   | 2016   | 2021   |
| ------ | ------ | ------ | ------ | ------ |
| 44 272 | 46 735 | 46 913 | 48 263 | 49 686 |